# Буче
Бу́че (пол. Bucze) — деревня в Польше находится в провинция Малопольское воеводство и Бжеским повете в гмине Бжеско. Поселённая среди полей и лесов деревня, расположенная всего в нескольких километрах к северу от Бжеска.
К 1975 году в краковском воеводстве, район Бжеско. В годы 1975—1998 местность административно принадлежала к тарновскому воеводству. Деревня состоит из следующих хуторов деревушки.
- Borek — Łętownia,
- Bucze,
- Grądzik,
- Osiedle Słoneczne,
- Pagorek,
- Podbłonie,
- Podlesie,
- Skotnik,
- Zagrody I,
- Zagrody II.

## История

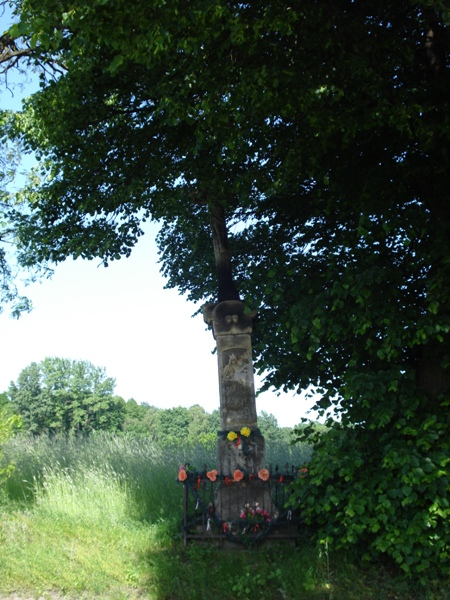
Часовня у въезда в Буче

Первое упоминание о Buczu/ Бучу/ якобы происходит из двенадцатого века как поселение, принадлежащее к волости Szczepanów. Первая зарегистрированная дата — это 1596 год, как сообщество с деревней Мокжиска | Mokrzyską ] ]. В 1932 году деревня стала отдельным сельсоветом в результате административной реформы . Год 1951 является созданием независимой волости, которую установил тогдашний епископ Тарнова Ян Степа. Ранее Bucze было частью волости Szczepanów. И это произошло в течение четырёх лет после строительства в Buczu величественного костёла Богоматери Неустанной Помощи. В Buczu всё ещё можете увидеть несколько старых деревянных домов и хозяйственных построек, представляющих тип краковских сельских зданий из конца девятнадцатого и начала двадцатого века. В приходе есть несколько придорожных святынь и статуи, начиная из конца девятнадцатого века б а также недавно построенне. Самой старинной является (ранее деревянная) часовня, стоящая в роще на месте бывшего пруда перед кладбищем. Согласно местной традиции, была издана в восемнадцатом веке фундацией Marcinkowskich, тогдашних владельцев села. Внутри это популярная фигура святого Яна Непомуцена.

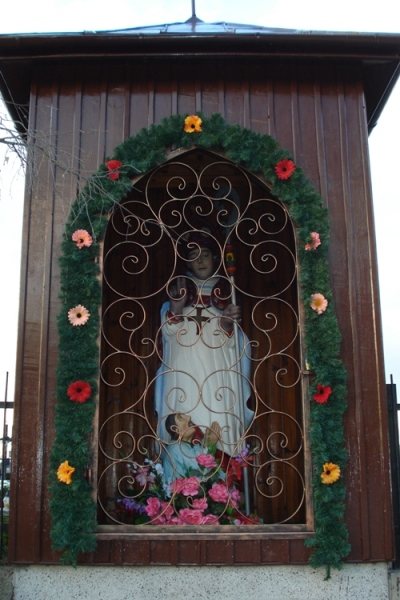
Часовня Св. Станислава в Buczu

У ворот кладбища является деревянная часовня с изображением святого Станислава БМ из Щепанова. Народный скульптор Станислав Zachara в 1884 из пня липы вырезнил ф игуру святого Станислава. В 1900 году жители построили эту самую часовню, которая в последующие годы была несколько раз обновлена. В 2008 году часовня приобрелась в новую решетку входа. Напротив, по другой стороне дороги, стоит колодец святого Станислава. Согласно местной легенде, кдлодец стоит в месте, где Святой во время пути в Краков отдохнул и ему захотелось пить. Он ударил в землю палкой, и сразу выплыла вода. Колодце это в течение многих лет было установлено низко над землёй. В 2009 году колодце также было поднятое и огорожденное.

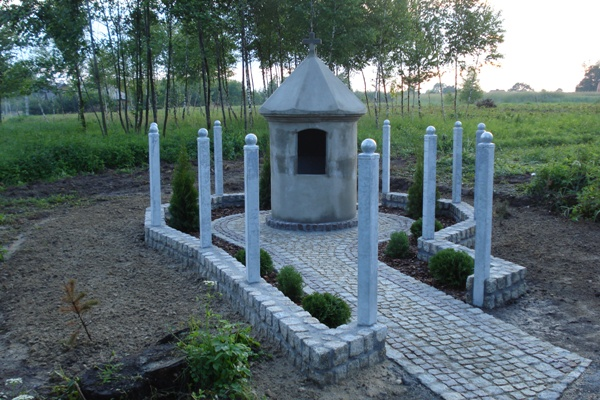
Колодце — Святый Станислав

Обращает на себя внимание здание школы: кирпич бунгало, что напоминающее классическое дворянское поместье. Оно было возведено в 1929 году от жителей Буче, которые при финансовой поддержке Яна Альбина Гетца (владельца Okocimski пивоварня, но и просвещенный социальный работник). В 1997 году было добавлено современное крыло.
В центре деревни находится детская площадка. Существует также доказалое дерево- вяз — памятник природы. Кроме того, в близлежащем лесу Братуцице, растёт многовековой дуб Онуфры, а на нём висит фигурка святого Онуфра.

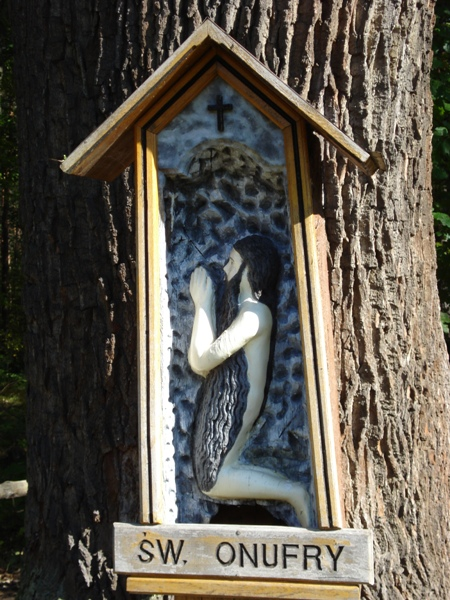
Дуб Онуфрий с изображением святого ближайшее Буче

В Бучу несколько лет проводился мотокросс «Белая гора». Существует также бесплатная горячая точка в проекте «Брест горячих точек».
С 2011 года, город имеет названия улиц и, районов. К сожалению деревня не имеет канализации.
В 2011 году группа жителей сформировали Ассоциацию содействия развития деревни Буче Архивная копия от 30 декабря 2021 на Wayback Machine.

## Образование
• Общественная Начальная Школа (Publiczna Szkoła Podstawowa), 32-800 Bucze, ul. Okulicka 6.

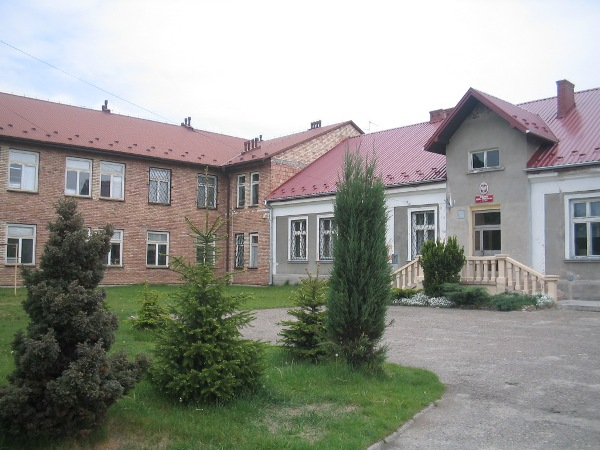
Общественная Начальная Школа

## Костёл

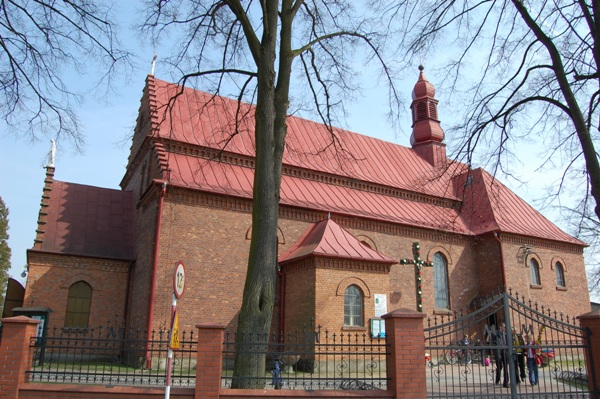
Приходский костёл в Бучу

Приходской костёл церковь Богоматери Неустанной Помощи был построен только в 1946—1947 гг. Тем не менее, наиболее интересные религиозные здания в районе Бжеска. Она имеет все характеристики исторического памятника. Конструктором этого храма является [ [Шишко-Бохуш,_Адольф|Адольф Шишко — Бохуш ] ] (1883—1948 , один из самых выдающихся польских архитекторов первой половины XX века и главный реставратор Королевского дворца [ [ Вавель | Замок ] ].
Строительство кирпичное, возвращается к форме и украшению архитектуры неоготики, с добавлением элементов, взятых из эпохи барокко. Трёхнефовый корпус, алтарь закрыт с трёх сторон, по бокам, которого находится часовня и ризница из галерей на уровне второго этажа делает интерьер здания. Высокая седловая крыша с пиком, фронтоном на западе и " барокко " колокол башенка увенчивают храм. Покрытый кассетонами потолок костёла, интерьер украшен фигурной полихромией в виде больших, написанных на штукатурке сцен из жизни святых. Часть северной стены алтаря показывает Успение Пресвятой Девы Марии. Картины, сделанные в 1958 году краковским художником и консерватором произведений искусства Павла Митьки . В храме есть три нео- барокко алтари, сделанные в 1955 году Войцехом Адамком и нео- рококо органа. Главный алтарь увенчает картина Богоматери Неустанной Помощи. Интересная также, небольшая каменная кропильница, украшена головками херувимов и готической ажурной находящихся в притворе костёла.

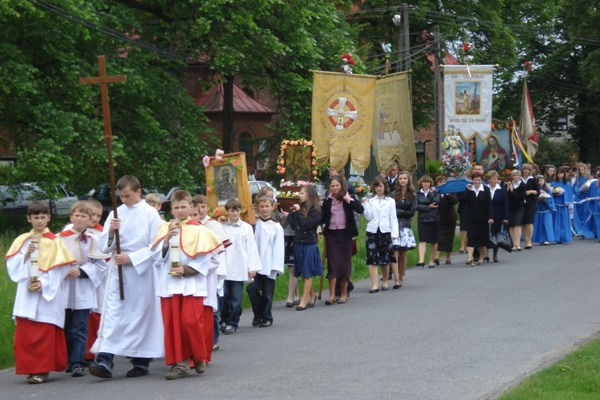
Корпус-Кристи процессия в Buczu, 2008 года

## Культура и спорт
В октябре 2013 года, Ассоциация по развитию деревни /Буче/ Bucze бросилась использовать встроение в центр площади обелиск в честь и память погибшим в Первой и Второй мировой войне, жителей Буча. 

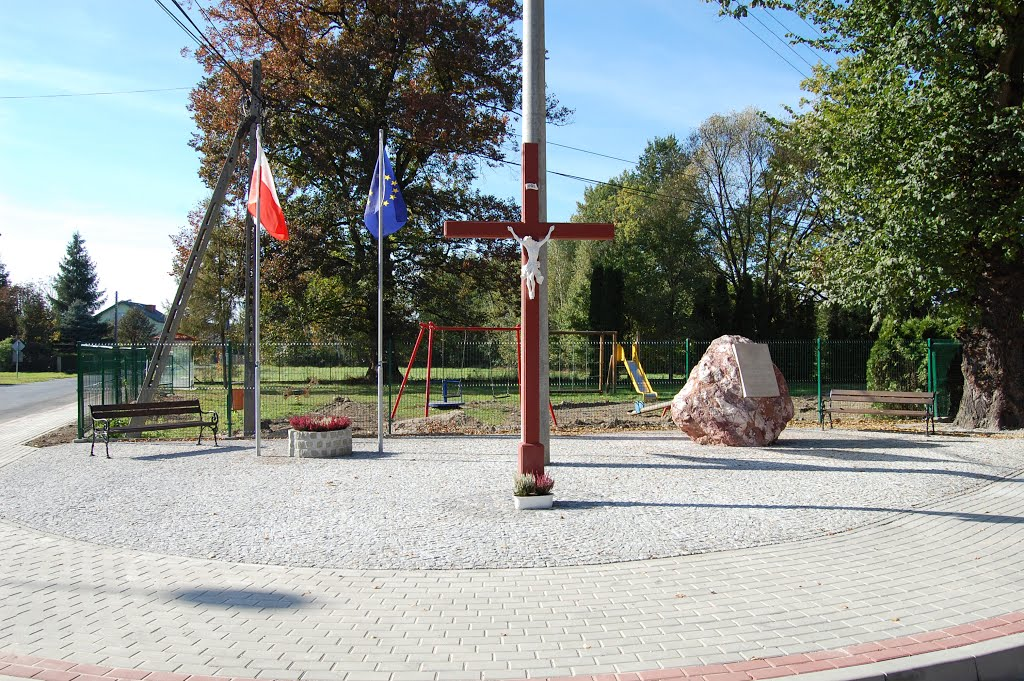
Площадь и обелиск в честь и память погибшим в Первой и Второй мировой войне — жителей Буча

- Народный спортивный клуб Олимпия Bucze Ludowy Klub Sportowy OLIMPIA Bucze

## Другие объекты
- * Пожарная станция TSO Bucze Remiza OSP Bucze

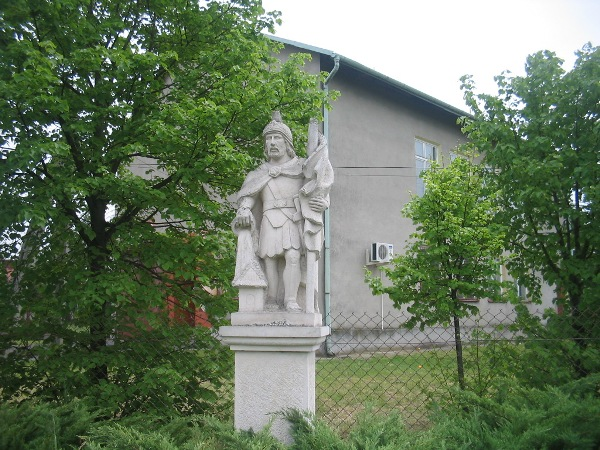
Святой Флориан в пожарной части TSO Bucze

- Кафе